# Sioliella
Sioliella is een geslacht van weekdieren uit de klasse van de Gastropoda (slakken).

## Soort
- Sioliella effusa Haas, 1949